# Klorbutanol

Strukturformel för klorbutanol

Klorbutanol eller triklor-2-metyl-2-propanol, även kallat kloreton eller acetonkloroform, är en kemisk förening (summaformel C4H7Cl3O) med sedativ och lokalanestetisk verkan liknande kloralhydrat. Ämnet har även antibakteriell verkan.
Klorbutanol i ren form utgörs av vita, nålformiga kristaller med kamferliknande lukt, som är svårlösliga i vatten, och har en halv molekyl kristallvatten (C4H7Cl3O • 1/2 H2O). Klorbutanol har förr används både för utvärtes bruk och i injektionslösningar, men är vid invärtes bruk farligare än kloralhydrat, då det starkt sänker blodtrycket och lätt orsakar farliga biverkningar. Dosen var 0,3-1,5 g. Klorbutanol såldes förr som 1- till 2-procentig lösning under namnen anesin och aneson.

## Syntes
Klorbutanol bildas av enkel nukleofil addition av kloroform och aceton. Reaktionen sker i basisk miljö med tillsats av kaliumhydroxid eller natriumhydroxid.